# 1994 a tudományban
1994 a tudományban és a technikában.

## Csillagászatésűrkutatás
- január 25. – Felbocsátják a Clementine holdkutató szondát.
- március 2. – Felbocsátják a Koronasz-1 napkutató műholdat.
- július 16-július 22. – A Shoemaker-Levy 9 üstökös 21 darabja csapódik a Jupiterbe 6 nap leforgása alatt.
- október 12. – A NASA elveszti a kapcsolatot a Magellan űrszondával, a küldetés sikeres befejezése után. A szonda a Vénuszba csapódott.

## Fizika
- április 23. – A Fermilab fizikusai megfigyelik a felső kvarkot.

## Régészet
- március 31. – A Nature bejelenti, hogy Etiópiában megtalálták az első teljes Australopithecus afarensis koponyát.
- augusztus – Wollemia nobilist, egy fosszilis fát talál David Noble Ausztráliában.

## Számítástechnika
- szeptember 21. – A Windows NT 3.5 kiadása.

## Technika
- április 9. – Kigördül a szerelőcsarnokból az első Boeing 777-es utasszállító repülőgép.
- május 6. – A Csatorna-alagút, melyet 15 000 munkás épített meg 7 év alatt, megnyílik Anglia és Franciaország között. A két ország közötti út így 35 percet vesz igénybe.
- szeptember 15. – A Daimler-Benz egykori főtervezőjének, Barényi Bélának a neve felkerül a gépkocsifejlesztés dicsőségcsarnokának falára a Michigan állambeli Midlandben (USA).

## Díjak
- Fields-érem: Jean Bourgain, Pierre-Louis Lions, Jean-Christophe Yoccoz, Jefim Iszaakovics Zelmanov
- Nobel-díjak
  - Fizikai Nobel-díj: Bertram Neville Brockhouse (Kanada) és Clifford Glenwood Shull (USA) „a kondenzált anyagok vizsgálatára szolgáló neutronszórás technikájának felfedezéséért”.
  - Kémiai Nobel-díj: George A. Olah (Oláh György) „a karbon-kation kémiához való hozzájárulásáért”.
  - Fiziológiai és orvostudományi Nobel-díj: Alfred G. Gilman, Martin Rodbell megosztva „a G-fehérjék szerepének felderítéséért illetőleg azonosításáért”.
- Turing-díj: Edward Feigenbaum, Raj Reddy
- Wollaston-medál a geológiáért:  William Jason Morgan

## Halálozások
- január 25. – Stephen Cole Kleene matematikus (* 1909).
- április 17. – Roger Wolcott Sperry orvosi Nobel-díjas (* 1913).
- május 16. – Roy J. Plunkett amerikai vegyész, a teflon felfedezője (* 1910).
- július 16. – Julian Schwinger megosztott Nobel-díjas amerikai elméleti fizikus (* 1918).
- július 29. – Dorothy Hodgkin Nobel-díjas brit kémikus, krisztallográfus (* 1910).
- augusztus 18. – Richard Laurence Millington Synge angol Nobel-díjas kémikus (* 1914).
- augusztus 19. – Linus Pauling kémia Nobel-díjas és Nobel-békedíjas amerikai kémikus (* 1901).
- szeptember 12. – Borisz Jegorov orosz, szovjet űrhajós (* 1937).
- szeptember 30. – Andre Michael Lwoff francia mikrobiológus, orvosi Nobel-díjas (* 1902).
- október 7. – Niels Kaj Jerne orvosi Nobel-díjas angol immunológus (* 1911).
- november 13. – Motoo Kimura (született 1924), japán populációs genetikus.
- december 12. – Stuart Roosa (született 1933), űrhajós.